# Нун хафуха
Перевёрнутый нун (ивр. נו"ן מנוזרת‎ «изолированный нун» или נו"ן הפוכה‎ «перевернутый нун» или «׆» на иврите) — редкий глиф, используемый в классическом иврите. Его назначение в древних текстах оспаривается. Он имеет форму буквы нун в зеркальном отображении и встречается в масоретском тексте Танаха в девяти различных местах.

## Возникновение и внешний вид
Перевернутые нуны встречаются в девяти отрывках Масоретского текста Библии. Точная форма варьируется в разных рукописях и печатных изданиях. Во многих рукописях встречается перевернутый нун, который масореты называют «нун хафуха». В некоторых ранних печатных изданиях они показаны как стандартный нун, перевернутый или повернутый, предположительно потому, что типография не хотела создавать новый редкий символ. Последние научные издания масоретского текста показывают нун хафуха, как описано масоретами. Однако в некоторых рукописях вместо него иногда встречаются другие символы. В раввинистической литературе их иногда называют «симанийот» (маркеры).
В Торе перевернутый нун обрамляет текст:
Всякий раз, когда ковчег отправлялся в путь, Моисей говорил: «Восстань, Господи! Да рассеются враги твои; да бегут пред тобою враги твои». Всякий раз, когда он останавливался, он говорил: «Возвратись, Господи, к бесчисленным тысячам Израиля».

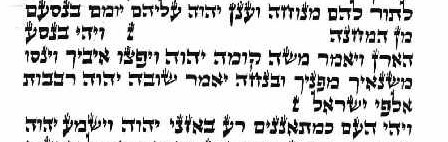
Нун хафуха в тексте

Нун обычно располагаются рядом с первым и последним словами двустишия, но не касаются их. Предполагается, что они должны располагаться между пробелами между абзацами, но существуют разногласия по поводу того, как это следует делать. Некоторые тексты инвертируют существующие в тексте Торы нуны и не добавляют инвертированные нуны до и после него.
В комментарии Раши говорится, что название города Харан в конце части Торы «Ноах» также встречается с перевернутым нуном, но в существующих текстах это не встречается.

## В других местах
Перевёрнутые нуны, по-видимому, использовались как писцовая или редакторская аннотация или текстовая критическая метка.
Основное количество перевёрнутых нунов находится вокруг текста Чис. 10:35, 36. Мишна отмечает, что этот текст состоит из 85 букв и состоит из точек. Демаркация этого текста привела к более позднему использованию маркировки в виде перевёрнутых нунов. Шаул Либерман показал, что подобные пометки можно найти в древнегреческих текстах, где они также используются для обозначения «коротких текстов». Греческие источники, особенно александрийские, называют этот знак перевернутой сигмой.